# Montesquiou
Montesquiou település Franciaországban, Gers megyében. Lakosainak száma 569 fő (2022. január 1.). Montesquiou Bassoues, Castelnau-d’Anglès, Estipouy, L’Isle-de-Noé, Mirande, Mirannes, Monclar-sur-Losse, Pouylebon és Saint-Arailles községekkel határos.

## Népesség
A település népességének változása:
| Lakosok száma | 645  | 604  | 579  | 586  | 578  | 581  | 581  | 572  | 571  | 569  |
|               | 1968 | 1982 | 1990 | 2006 | 2013 | 2015 | 2017 | 2019 | 2020 | 2022 |